# Kammerforsterhöhe
Kammerforsterhöhe ist eine Ortschaft in Hückeswagen im Oberbergischen Kreis im Regierungsbezirk Köln in Nordrhein-Westfalen.

## Lage und Verkehrsanbindung
Kammerforsterhöhe liegt im westlichen Hückeswagen unmittelbar am Rande des größeren Ortsteils Wiehagen. Weitere Nachbarorte sind Wiehagerhöhe, Raspenhaus, Westhofen, Westhoferhöhe, Junkernbusch, Grünenthal und Heidt. Die Ortschaft liegt auf einer Erhebung, bei der auch die Landstraße L 101 auf die Bundesstraße 237 (B 237) mündet.

## Geschichte
Der Wohnplatz Kammerforsterhöhe ist erst in der ersten Hälfte des 19. Jahrhunderts gegründet worden. Während die Topographische Aufnahme der Rheinlande von 1824 noch keine Bebauung zeigt, so ist der Wohnplatz auf der Preußischen Uraufnahme von 1844 eingezeichnet und mit Kamerforst beschriftet. Auf den Ausgaben des Messtischblatts Remscheid der amtlichen topografischen Karte 1:25.000 ist der Wohnplatz ab 1893 mit Kamerforsterhöhe und ab 1956 mit Kammerforsterhöhe beschriftet.
Im Gemeindelexikon für die Provinz Rheinland werden für 1885 zwei Wohnhäuser mit 40 Einwohnern angegeben. Der Ort gehörte zu dieser Zeit zur Landgemeinde Neuhückeswagen innerhalb des Kreises Lennep. 1895 besitzt der Ort zwei Wohnhäuser mit 21 Einwohnern, 1905 zwei Wohnhäuser und 18 Einwohner.

## Wander- und Radwege
Folgende Wanderwege führen durch den Ort:
- Der Hückeswagener Rundweg O